# Сато, Рина
Рина Сато (яп. 佐藤 利奈 Сато: Рина, род. 2 мая 1981, Китакюсю, префектура Фукуока, Япония) — японская сэйю и певица. Работает на агентство Haikyō (или Tokyo Actor’s Consumer’s Cooperative Society). В марте 2014 года выиграла премию 8th Seiyu Awards. Известна своими ролями Цутако Такэсимы в аниме Maria-sama ga Miteru, Неги Спрингфилд в Negima!: Magister Negi Magi, Микото Мисаки в To Aru Majutsu no Index и Рэй Хино/Сейлор Марс в Sailor Moon Crystal.

## Биография
В возрасте семи лет вместе с родителями переехала жить в г. Хиросима, район Асакита, преф. Хиросима. Уже в подростковом возрасте во второй раз переехала г. Мацуяма, преф. Эхимэ. С пяти лет мечтала стать сэйю. Состоит в культе «17-летняя» (яп. 井上喜久子１７歳です), основанном Кикуко Иноуэ. в начальной школе состояла в музыкальном клубе, позже вступила в клуб по гандболу. В средней школе принимала участия в соревновании по стрельбе из лука. В аниме озвучивает девочек, мальчиков и взрослых женщин. Кроме неё в семье есть ещё младший брат двумя годами младше. Имеет двоих котов по именам Фунне и Лайнэ. Не любит карри и молочные продукты. Любит носить кимоно и водить машину, права на которую получила в 2009 году. Дружит с японскими сейю Рё Хирохаси, Норико Ситая, Риэ Танакой, Сатоми Араи и Хитоми Набатамэ. В 2015 году вышла замуж, в конце декабря 2016 года родила мальчика. Рост: 157 см, группа крови: В.

## Роли

### Аниме
2004
- Divergence Eve — Прайм Сноулайт
- Maria-sama ga Miteru — Цутако Такэсима
- Maria-sama ga Miteru ~Haru~ — Цутако Такэсима

2005
- Best Student Council — Юкими Итами
- D.C.S.S.: Da Capo Second Season — Мунэпи
- Fushigiboshi no Futagohime — Миа, София
- Jigoku Shoujo — Юка Касуга
- Negima!: Magister Negi Magi — Неги Спрингфилд
- To Heart 2 — Юки Кусакабэ
- «Знаток муси» — Ио

2006
- Bakumatsu Kikansetsu Irohanihoheto — Юяма Какунодзё
- Binchou-tan — Рэн-тан
- Coyote Ragtime Show — Февраль
- Dai Mahou Touge — Танака Пуниэ
- Fushigiboshi no Futagohime Gyu! — КюКю, София
- Kashimashi: Girl Meets Girl — Нацуко Камеяма
- Keitai Shojo ONA — Аяно Ямада
- Mobile Suit Gundam SEED C.E. 73: Stargazer — Муди Холкрофт
- Negima!? — Неги Спрингфилд
- Saru Get You -On Air- — Тяру
- School Rumble — Косукэ Итидзё, дух
- Tactical Roar — Флуд
- Tona-Gura! — Юдзи в детстве, Ариса Сидо
- Zegapain — Мидзусава, Острова

2007
- Bamboo Blade — Сатори Адзума
- Hayate the Combat Butler — Котаро Адзумамия, Сиори Макимура, Одиннадцатый, Надя Орумодзуто
- Heroic Age — Пром
- Kishin Taisen Gigantic Formula — Мана Камисиро
- Kyoshiro to Towa no Sora — Кодзуэ
- Mana Khemia: Alchemists of Al-Revis — Мелфис Рётиерс
- Minami-ke — Харука Минами
- Night Wizard The ANIMATION — Курэха Акабанэ
- Shinkyoku Sōkai Polyphonica — принцесса Югири
- «Гуррен-Лаганн» — Киё

2008
- Blade of the Immortal — Рин Асано
- Eve no Jikan — Наги
- Kyōran Kazoku Nikki — Гекка Мидарэдзаки
- Macademi Wasshoi! — Футаба Карисима
- Minami-ke: Okawari — Харука Минами
- Nogizaka Haruka no Himitsu — Сина Амамия
- To Aru Majutsu no Index — Микото Мисака

2009
- Asu no Yoichi! — Ибуки Икагура
- Kurokami The Animation — Риса Ямада
- Maria-sama ga Miteru 4th season — Цутако Такэсима
- Minami-ke: Okaeri — Харука Минами
- Nyan Koi! — Тидзуру Мотидзуки
- Zoku Natsume Yujin Chou — Таки Тору

2010
- Amagami SS — Каору Танамати
- Eve no Jikan Gekijouban — Наги
- Mayoi Neko Overrun! — Сато
- MM! — Тацукити Хаяма
- Mudazumo Naki Kaikaku: The Legend of Koizumi — Юлия Тимошенко
- QUIZ MAGIC ACADEMY OVA-2 — Ю / Сацуки
- To Aru Kagaku no Railgun OVA — Микото Мисака
- To Aru Majutsu no Index [ТВ-2] — Микото Мисака
- To Heart 2 ad Next OVA-4 — Юки Кусакабэ
- Yondemasu yo, Azazel-san — Ринко Сакума

2013
- Hyperdimension Neptunia: The Animation — Верт

2014
- Sailor Moon Crystal — Рэй Хино/Сейлор Марс

2016
- Kiznaiver — Хонока Маки

2019
- Gyakuten Saiban: Sono 'Shinjitsu', Igi Ari! Season 2 — Далия Хоторн (Тинами Миянаги в японской версии) и Айрис

2021
- «Двуличный братик Урамити» — Икуко Хэамэ
- «Истребитель демонов» — Аманэ Убуясики

### Видеоигры
- Aoi Shiro — Нами
- Arknights[англ.] — Vulcan, Skadi
- Azur Lane — Калифорния, Теннесси
- Серия Corpse Party — Наоми Накасима
- Fate/Grand Order — Лакшми Баи
- Girls’ Frontline[англ.] — АК-47, Анжелия, Nyto Black
- Girls’ Frontline: Neural Cloud[англ.] — Earhart, Magnhilda
- Girls’ Frontline 2: Exilium — Zhaohui
- Genshin Impact — Эола
- Hyperdimension Neptunia (PS3) — Верт
- Mind Zero — Сана Тикагэ
- Persona 5 — Макото Ниидзима
- Persona 5 Strikers — Макото Ниидзима
- Persona 5 Tactica — Макото Ниидзима
- Reverse Collapse: Code Name Bakery — Helena
- Strinova[англ.] — Флавия
- Super Smash Bros. Ultimate — Макото Ниидзима
- Tales of Berseria — Вельвет
- Zenless Zone Zero — Цезарь Кинг